# Flughafen Leh

i7
i11
i13
Der Flughafen Leh (IATA-Code: IXL, ICAO-Code: VILH) ist ein Flughafen in Leh im indischen Unionsterritorium Ladakh. Namensgeber ist der 2003 verstorbene Lama Kushok Bakula Rinpoche.

## Geographische Lage
Der Flughafen liegt etwa drei Kilometer südwestlich der Stadt Leh am National Highway 1D (NH 1D), der auch als Srinagar-Leh Highway bezeichnet wird.

## Flugplatzmerkmale
Der Flughafen verfügt über verschiedene Navigationshilfen.
Das ungerichtetes Funkfeuer (NDB) sendet auf der Frequenz: 1053 kHz mit der Kennung: LA.
Das Drehfunkfeuer (VOR) sendet auf Frequenz: 115,7 MHz mit der Kennung: LEH.
Ein Distance Measuring Equipment (DME) ist vorhanden.

## Fluggesellschaften und Ziele
Der Flughafen wird von einigen Fluggesellschaften angeflogen:
- Go Air nach Delhi
- Air India nach Delhi, Jammu, Srinagar

## Zwischenfälle
Laut ASN sind drei Unfälle in der Nähe des Flughafens bekannt.

## Planung
Es gibt Planungen, nordwestlich von Basgo einen neuen Flughafen zu errichten. Dieser würde den zivilen Luftverkehr von Leh übernehmen aber auch dem indischen Militär dienen. Der Flughafen Leh würde danach ausschließlich militärisch genutzt werden.